# 张稼山
张稼山（1941年12月—1970年3月6日），生于南京，祖籍江苏海门，文革受难者，被处决的政治犯，1970年3月6日，在南京五台山体育场公审大会上，被中国人民解放军南京市公检法军事管制委员会以反革命集团首犯的罪名，判处死刑，不许上诉，立即执行。

## 生平
张稼山生于南京，祖籍江苏海门。其父张林生是南京下关电厂工人，1947年秘密加入中共地下党，1952年病逝。其同母异父长兄张牧于1947年6月也加入中国共产党。张家兄妹8人，张稼山排行老四，曾就读于南京市第一中学，因家境贫穷，不久就辍学参加工作。张稼山性格豪爽，为人正直，极富同情心，且天性乐观。平时他对政治并不感兴趣，喜爱模仿中国南北方诸种方言和黄梅戏等多种地方戏曲，与方子奋、李蔚荣、李立荣（李蔚荣之弟）等人为戏迷好友。文革开始后，他听说黄梅戏演员严凤英在安徽被揪斗，曾产生要去安徽营救严凤英到南京的想法。
1969年6月，张稼山因受李立荣案牵连，被打成现行反革命遭到逮捕。1970年1月31日，中共中央发出《关于打击反革命破坏活动的指示》，在中国开始进行“一打三反”运动。张稼山和其兄张稼云、好友陈明勇、朱炜鑫、方子奋、李蔚荣（李立荣之兄）共六人被指控曾组织“马克思主义研究会”，该研究会被定性为“恶毒攻击社会主义制度”的“现行反革命集团”，张稼山被指控为该集团首犯。1970年3月6日，未经合法审判程序，在南京五台山体育场公审大会上，张稼山被中国人民解放军南京市公检法军事管制委员会以反革命集团首犯的罪名，判处死刑，不许上诉，立即执行。会后被五花大绑，游街示众，在南京水西门外凤凰西街刑场被枪决，处决时年仅29岁，且未婚无嗣。
张稼山被杀害后数天，其母张叶氏（本名叶维华）精神深受刺激，1970年3月24日被发现死于六合县一条河边，终年69岁。1979年9月，南京市中级人民法院宣布对张稼山予以昭雪，给予家属“补偿金”300元，后经家属交涉，追加到600元。昭雪的判决书上称他及另外五名被判有期徒刑的青年的所谓罪行，是“对林彪及‘四人帮’的倒行逆施不满”。